# Rača (Srbsko)
Rača (srbskou cyrilicí Рача) je město a správní středisko stejnojmenné opštiny v Srbsku v Šumadijském okruhu. Nachází se asi 27 km severozápadně od města Kragujevac. V roce 2011 žilo v Rači 2 595 obyvatel, v celé opštině pak 11 475 obyvatel, z nichž naprostou většinu (98,49 %) tvoří Srbové. Rozloha opštiny je 216 km².
Kromě města Rača k opštině patří dalších 18 sídel; Adrovac, Borci, Bošnjane, Donja Rača, Donje Jarušice, Đurđevo, Mali Miraševac, Malo Krčmare, Miraševac, Popović, Saranovo, Sepci, Sipić, Trska, Veliko Krčmare, Viševac, Vojinovac a Vučić.
Většina obyvatel se zabývá zpracovatelským průmyslem, maloobchodem, velkoobchodem, opravami a vyučováním.